# Закон України «Про правовий статус та вшанування пам'яті борців за незалежність України у XX столітті»
Закон України «Про правовий статус та вшанування пам'яті борців за незалежність України у XX столітті» — чинний закон України, ухвалений Верховною Радою України 9 квітня 2015 року, опублікований у Відомостях Верховної Ради (ВВР), 2015, № 25, ст. 190. Закон має № 314-VIII.
Борці за незалежність України у XX столітті відіграли головну роль у відновленні української державності, закріпленої Актом проголошення незалежності України, ухваленим Верховною Радою України 24 серпня 1991 року.

## Мета
Як зазначено у преамбулі цього закону, він 
| … спрямований на визнання учасників боротьби за незалежність України у XX столітті головними суб’єктами боротьби за відновлення державної незалежності України - борцями за незалежність України у XX столітті, встановлення правового статусу борців за незалежність України у XX столітті, визначення права такої категорії осіб на отримання державних та муніципальних соціальних гарантій. Цей Закон також спрямований на визнання нагород та військових ступенів борців за незалежність України у XX столітті, визначення напрямів державної політики щодо відновлення, збереження та вшанування національної пам’яті про боротьбу та борців за незалежність України у XX столітті та встановлення відповідальності за порушення законодавства про статус борців за незалежність України у XX столітті. |

## Статус борців
Правовий статус борців за незалежність України у XX столітті визначений у однойменній статті 1 цього закону.
Такими борцями визнаються живі та померлі особи, які брали участь у політичній, збройній та іншій колективній чи індивідуальній боротьбі за незалежність України у XX столітті у складі таких органів влади, організацій, структур та формувань:
1. органи влади Української Народної Республіки, включаючи, зокрема,
  1. Українську Центральну Раду, зокрема Генеральний секретаріат Української Центральної Ради (Української Народної Республіки), Раду народних міністрів Української Народної Республіки, Уряд Української Народної Республіки в екзилі (Державний центр Української Народної Республіки), генеральні секретарства, міністерства, ресорти Української Народної Республіки, у тому числі в екзилі, дипломатичні місії Української Народної Республіки за кордоном, місцеві органи влади Української Народної Республіки, Всеукраїнський національний конгрес, Всеукраїнський центральний повстанський комітет (Центральний український повстанський комітет, ВУЦПК, Цупком), Трудовий конгрес України (Конгрес трудового народу України, Всеукраїнський трудовий конгрес), Директорію Української Народної Республіки, Державну народну раду, Раду Республіки Української Народної Республіки, Українську Національну Раду, Президента Української Народної Республіки в екзилі;
2. органи влади Української Держави (Гетьманату), включаючи, зокрема, Раду міністрів Української Держави, Малу Раду міністрів Української Держави, міністерства Української Держави, дипломатичні представництва та місії Української Держави за кордоном, місцеві органи влади Української Держави, Гетьмана, Державний сенат Української Держави, Генеральний суд Української Держави;
3. органи влади Західноукраїнської Народної Республіки (Західної області Української Народної Республіки), включаючи, зокрема, Українську Національну Раду Західноукраїнської Народної Республіки, Державний секретаріат Західноукраїнської Народної Республіки (Західної області Української Народної Республіки), секретарства (міністерства) Західноукраїнської Народної Республіки (Західної області Української Народної Республіки), посольства, дипломатичні представництва та місії Західноукраїнської Народної Республіки (Західної області Української Народної Республіки) за кордоном, місцеві органи влади Західноукраїнської Народної Республіки (Західної області Української Народної Республіки), президента (диктатора) Західноукраїнської Народної Республіки (Західної області Української Народної Республіки);
4. органи влади Східно-Лемківської (Команчанської, Команецької) Республіки та Гуцульської Республіки, включаючи управу, комендатуру міліції та Комісаріат повіту Саніцького у Вислоці Великім, Гуцульську Народну Раду;
5. органи влади Карпатської України (Підкарпатської Русі), включаючи, зокрема, Сойм Карпатської України, уряд Карпатської України, міністерства Карпатської України, місцеві органи влади Карпатської України, Президента Карпатської України;
6. військові, безпекові, інші мілітарні, воєнізовані або парамілітарні формування та частини Української Народної Республіки, Української Держави (Гетьманату), Західноукраїнської Народної Республіки, Східно-Лемківської (Команчанської, Команецької) Республіки та Гуцульської Республіки, Карпатської України, включаючи, зокрема, Українських Січових Стрільців (УСС), Дієву армію Української Народної Республіки, Галицьку армію (Українську Галицьку Армію), Повстанчу армію України, Організацію народної оборони «Карпатська Січ»;
7. політичні партії, інші громадські організації до утворення та під час існування Української Народної Республіки, Української Держави, Західноукраїнської Народної Республіки (Західної області Української Народної Республіки), Карпатської України (Підкарпатської Русі), метою діяльності яких було здобуття (відновлення) або захист незалежності України;
8. повстанські, партизанські загони, які діяли на території України у 1917—1930 роках і метою діяльності яких були боротьба за здобуття, захист або відновлення незалежності України, включаючи загони Холодноярської, Медвинської республік, Волинську повстанську (повстанчу) армію;
9. Українська військова організація (УВО);
10. Організація українських націоналістів (ОУН);
11. Народно-визвольна революційна організація (НВРО);
12. Українська повстанська армія (УПА);
13. Українська повстанча армія отамана Тараса Боровця (Бульби) «Поліська Січ», Українська народна-революційна армія (УНРА);
14. Українська Головна Визвольна Рада (УГВР), включаючи Закордонне представництво Української Головної Визвольної Ради (ЗП УГВР);
15. Антибільшовицький блок народів (АБН);
16. Українська Гельсінська спілка (група) (УГС, УГГ);
17. організації українського визвольного руху другої половини XX століття, включаючи, зокрема, групу «Наша зміна», організацію «Пробоєм», групу Василя Бучковського, групу «Об'єднана партія визволення України» (ОПВУ), організацію «Загін юних повстанців» (ЗЮП), групу Богдана Стефанюка, підпільну організацію «Об'єднання» (1956—1959 роки), Український національний комітет, Український робітничо-селянський союз (Ходорівська група), Українську національну партію, Українську робітничо-селянську спілку (УРСС), Український національний фронт (УНФ), Український національно-визвольний фронт, Спілку української молоді Галичини (СУМГ), Стебниківську групу, Росохацьку групу, Українську загальнонародну організацію (УЗНО, УНФ-2);
18. організації, створені особами, які зазнали політичних репресій за участь у боротьбі за незалежність України у XX столітті, у радянських тюрмах, таборах або табірних відділеннях для боротьби за свої громадянські або інші права;
19. Народний Рух України за перебудову (Народний Рух України) до 24 серпня 1991 року;
20. інші організації, структури або формування, що існували протягом XX століття (до 24 серпня 1991 року) і метою діяльності яких було здобуття (відновлення) або захист незалежності України. Перелік таких організацій, структур та формувань затверджується Кабінетом Міністрів України.

## Соціальні гарантії борців та членів їхніх сімей
Закон у теперішній редакції не містить обов'язку держави Україна та/або органів місцевого самоврядування надавати соціальні гарантії, пільги або інші виплати борцям за незалежність України у XX столітті та членам їхніх сімей, однак допускає таку можливість.

## Визнання нагород і військових ступенів борців
За цим законом держава Україна визнає державні та військові нагороди (відзнаки) та військові ступені борців за незалежність України у XX столітті, надані їм органами влади, організаціями, структурами або формуваннями, що зазначені у статті 1 цього закону.

## Відновлення, збереження та вшанування пам'яті про боротьбу та борців
Закон поклав на державу обов'язок:
- забезпечити вивчення історії про боротьбу та борців за незалежність України у XX столітті, вживати заходів, спрямованих на підвищення поінформованості суспільства та привернення уваги громадськості до історії цієї боротьби та борців, розробляти та вдосконалювати навчальні плани, підручники, програми та заходи з метою вивчення цієї історії, поширювати інформацію в Україні та світі про боротьбу та борців.
- заохочувати та підтримувати діяльність неурядових установ та організацій, що здійснюють дослідницьку та просвітницьку роботу з питань вивчення історії цієї боротьби та борців.
- сприяти увічненню пам'яті про борців за незалежність України у XX столітті, зокрема, шляхом пошуку, обліку, впорядкування та збереження місць їх поховання на території України та за кордоном, створення меморіальних комплексів та поховань, спорудження та відновлення пам'ятників, пам'ятних знаків, увічнення імен або псевдонімів борців та формувань, зазначених у статті 1 цього Закону, у назвах об'єктів топоніміки населених пунктів або адміністративно-територіальних одиниць, назвах географічних об'єктів, виготовлення друкованої, кіно- та відеопродукції, сприяння діяльності щодо сценічного та іншого художнього втілення образів борців за незалежність України у XX столітті.

## Відповідальність за порушення законодавства про статус борців
Ті, хто публічно виявляють зневажливе ставлення до осіб, зазначених у статті 1 цього Закону, перешкоджають реалізації прав борців за незалежність України у XX столітті, несуть відповідальність відповідно до законодавства.
Публічне заперечення факту правомірності боротьби за незалежність України у XX столітті визнається наругою над пам'яттю борців за незалежність України у XX столітті, приниженням гідності Українського народу і є протиправним.